# Großer Preis von Großbritannien 1955
Der Große Preis von Großbritannien 1955 (offiziell 8th RAC British Grand Prix) fand am 16. Juli auf dem Aintree Circuit in Liverpool statt und war das sechste Rennen der Automobil-Weltmeisterschaft 1955.

## Bericht

### Hintergrund
Das Rennen war der erste Große Preis von Großbritannien auf dem Aintree Circuit und das vorletzte Rennen der Saison 1955. Der amtierende Weltmeister Juan Manuel Fangio hatte in diesem Grand Prix die Möglichkeit, seinen Titel vorzeitig zu verteidigen.
Mercedes hatte die letzten beiden Rennen überlegen jeweils mit Doppelsiegen gewonnen und trat diesmal mit einem zusätzlichen vierten Wagen für Piero Taruffi an. Maserati ging ebenfalls mit einem zusätzlichen Wagen für André Simon an den Start. Für Gordini fuhren neben Robert Manzon und Hernando da Silva Ramos der Franzose Mike Sparken, der sein einziges Formel-1-Rennen bestritt. Mike Hawthorn fuhr wieder als Stammfahrer bei Ferrari neben Maurice Trintignant und Eugenio Castellotti. Vanwall nahm nach einem Rennen Pause erstmals mit zwei Wagen teil, mit den Fahrern Ken Wharton und Harry Schell. Wie in vorangegangenen britischen Rennen waren viele britische Fahrer in privaten Wagen gemeldet, unter ihnen Peter Collins und Roy Salvadori. Die bevorzugten Wagen dieser Fahrer waren Maserati 250F und Connaught Type B. Diese Wagen wurden auch vom offiziellen Team Connaught eingesetzt für die Fahrer Kenneth McAlpine und Jack Fairman. Dieses Team nahm traditionell nur am Großen Preis von Großbritannien teil. Einige Connaughtwagen hatten ähnlich wie Mercedes eine stromlinienförmige Vollverkleidung.
Außerdem war der Australier Jack Brabham in einem Cooper T40 für das Rennen gemeldet. Für Brabham begann eine erfolgreiche Karriere, in der er 1959, 1960 und 1966 Weltmeister wurde. Mit seinem Wagen des britischen Teams Cooper begann eine neue Ära der Formel-1-Geschichte, der Monopostos mit Mittelmotor. Es war das erste Mal in der Formel-1-Geschichte, dass bei einem Wagen der Motor wie seinerzeit beim Auto-Union-Rennwagen hinter dem Fahrer eingebaut war. Der Wagen hatte auch eine Vollverkleidung und kam lediglich bei diesem Rennen zum Einsatz; er war nicht konkurrenzfähig. Erst einige Jahre später revolutionierte Cooper maßgeblich die Konstruktion von Formel-1-Autos und war am Ende der Ära der Wagen mit Frontmotor beteiligt.
Lance Macklin, Leslie Marr, McAlpine, Tony Rolt und Peter Walker fuhren jeweils ihre letzten Formel-1-Rennen.
Es trat kein ehemaliger Sieger zu diesem Grand Prix an.

### Training
Erneut dominierte Mercedes das Training und positionierte seine vier Wagen in den Top-5. Stirling Moss war bei diesem Training schneller als Fangio und sicherte sich seine erste Pole-Position. Es war zudem die erste eines britischen Fahrers.
Wie im vorherigen Rennen war es einzig Maserati, die mit Mercedes mithielten. Jean Behra schob sich mit Platz drei zwischen die vier Mercedes. Vor ihm lag Fangio, hinter ihm Kling und Taruffi. Dahinter auf Startplatz sechs stand der zweite Maserati von Roberto Mieres. Schell erreichte in seinem Vanwall die siebtbeste Zeit, was für Vanwall im Vergleich zu den vorherigen Rennen eine deutliche Verbesserung darstellte. Der beste Ferrari war der von Castellotti auf Position zehn, zeitgleich mit dem Gordini von Manzon, dahinter die Ferrari von Trintignant und Hawthorn. Es wurde damit deutlich, dass der Ferrari nicht siegfähig war und Duelle im Mittelfeld zu bestreiten hatte.
Connaught und die Fahrer mit privaten Wagen waren im hinteren Mittelfeld positioniert, Brabham im Cooper qualifizierte sich als Letzter mit großem Abstand zur Konkurrenz.

### Rennen
Beim Start überholte Fangio Moss und behielt in den ersten drei Runden die Führung. Fairman war wegen Motorproblemen bei seinem Connaught nicht zum Rennen angetreten.
Moss griff Fangio in Runde drei an und überholte ihn, um das erste Mal im Rennen die Führung zu übernehmen. In Runde zehn fielen mit den Wagen von Simon und Behra zwei Werksmaserati aus, wodurch Mercedes mit allen vier Wagen in Führung lag. Castellotti im Ferrari schied in Runde 17 als vierter Fahrer mit technischen Problemen aus, eine Runde später übernahm Fangio wieder die Führung.
Während Mercedes das Rennen überlegen anführte und erneut nur Musso im Maserati in der Lage war, mit dem vierten Mercedes von Taruffi mitzuhalten, litt die Konkurrenz unter vielen technischen Problemen. 15 Wagen mussten auf diese Weise das Rennen aufgeben, unter ihnen Trintignant, Brabham, Mieres und Collins, nur neun Wagen erreichten das Ziel.
Das Rennen war geprägt vom Duell zwischen Fangio und Moss. Fangio ging erneut in Runde 18 in Führung, Moss überholte ihn erneut in Runde 26. Anschließend behielt Moss Platz eins bis zur letzten Runde, als Fangio nochmals einen Angriff startete. Beide Fahrer fuhren gleichauf über die Ziellinie, Moss verteidigte seine Führung und siegte.
Dies war der erste Formel-1-Sieg für Moss und der erste Sieg eines britischen Fahrers. Moss gewann in seiner Karriere 15 weitere Rennen, für Mercedes war es sein einziger. 57 Jahre später gewann erneut ein britischer Fahrer in einem Mercedes, Lewis Hamilton beim Großen Preis von Ungarn 2013. Moss erreichte neben dem Rennsieg und der Pole-Position auch die schnellste Rennrunde.
Kling komplettierte die Podiumsplatzierungen mit Platz drei, Taruffi auf Platz vier sicherte den vierfachen Triumph von Mercedes. Musso bekam als einziger Fahrer der Mercedes-Konkurrenz Punkte für Position fünf. Hawthorn übergab seinen Wagen wegen Übelkeit nach einer durchzechten Nacht dem bereits ausgeschiedenen Castellotti, der das Rennen anschließend auf Platz sechs beendete.
In der Fahrerwertung blieben die ersten fünf Positionen unverändert, Fangio verlor nur wenig von seinem Vorsprung und war ein Rennen vor Saisonende Weltmeister, da es für Moss nicht möglich war, elf Punkte Rückstand im letzten Saisonrennen aufzuholen. Damit verteidigte Fangio seinen Fahrertitel von 1954 und wurde als erster Fahrer dreimaliger Weltmeister. Zwei weitere Titel holte Fangio in den darauffolgenden Jahren. Moss wurde in diesem Rennen Vizeweltmeister 1955.
Für Mercedes war es die zweite Fahrerweltmeisterschaft. In der Formel-1-Weltmeisterschaft 2014, 59 Jahre später, gewann Hamilton erneut für Mercedes den Fahrertitel.

## Meldeliste
| Team                      | Nr. | Fahrer                  | Chassis                               | Motor                | Reifen |
| ------------------------- | --- | ----------------------- | ------------------------------------- | -------------------- | ------ |
| Officine Alfieri Maserati | 02  | Jean Behra              | Maserati 250F                         | Maserati 2.5 L6      | E      |
| Officine Alfieri Maserati | 04  | Luigi Musso             | Maserati 250F                         | Maserati 2.5 L6      | P      |
| Officine Alfieri Maserati | 06  | Roberto Mieres          | Maserati 250F                         | Maserati 2.5 L6      | P      |
| Officine Alfieri Maserati | 08  | André Simon             | Maserati 250F                         | Maserati 2.5 L6      | P      |
| Daimler-Benz AG           | 10  | Juan Manuel Fangio      | Mercedes-Benz W 196                   | Mercedes-Benz 2.5 L8 | C      |
| Daimler-Benz AG           | 12  | Stirling Moss           | Mercedes-Benz W 196                   | Mercedes-Benz 2.5 L8 | C      |
| Daimler-Benz AG           | 14  | Karl Kling              | Mercedes-Benz W 196                   | Mercedes-Benz 2.5 L8 | C      |
| Daimler-Benz AG           | 50  | Piero Taruffi           | Mercedes-Benz W 196                   | Mercedes-Benz 2.5 L8 | C      |
| Scuderia Ferrari          | 16  | Mike Hawthorn           | Ferrari 555 Supersqualo/Ferrari 625F1 | Ferrari 2.5 L4       | E      |
| Scuderia Ferrari          | 16  | Eugenio Castellotti     | Ferrari 555 Supersqualo/Ferrari 625F1 | Ferrari 2.5 L4       |        |
| Scuderia Ferrari          | 18  | Maurice Trintignant     | Ferrari 555 Supersqualo/Ferrari 625F1 | Ferrari 2.5 L4       | P      |
| Scuderia Ferrari          | 20  | Eugenio Castellotti     | Ferrari 625F1                         | Ferrari 2.5 L4       | E      |
| Equipe Gordini            | 22  | Robert Manzon           | Gordini Type 16                       | Gordini 2.5 L6       | E      |
| Equipe Gordini            | 24  | Hernando da Silva Ramos | Gordini Type 16                       | Gordini 2.5 L6       | E      |
| Equipe Gordini            | 26  | Mike Sparken            | Gordini Type 16                       | Gordini 2.5 L6       | E      |
| Vandervell Products Ltd   | 28  | Ken Wharton             | Vanwall VW 55                         | Vanwall 2.5 L4       | P      |
| Vandervell Products Ltd   | 28  | Harry Schell            | Vanwall VW 55                         | Vanwall 2.5 L4       | P      |
| Vandervell Products Ltd   | 30  | Harry Schell            | Vanwall VW 55                         | Vanwall 2.5 L4       | P      |
| Connaught Engineering     | 32  | Kenneth McAlpine        | Connaught Type B                      | Alta 2.5 L4          | D      |
| Connaught Engineering     | 34  | Jack Fairman            | Connaught Type B                      | Alta 2.5 L4          | D      |
| Rob Walker Racing Team    | 36  | Tony Rolt               | Connaught Type B                      | Alta 2.5 L4          | D      |
| Rob Walker Racing Team    | 36  | Peter Walker            | Connaught Type B                      | Alta 2.5 L4          | D      |
| Leslie Marr               | 38  | Leslie Marr             | Connaught Type B                      | Alta 2.5 L4          | D      |
| Cooper Car Co             | 40  | Jack Brabham            | Cooper T40                            | Bristol 2.0 L6       | D      |
| Owen Racing Organisation  | 42  | Peter Collins           | Maserati 250F                         | Maserati 2.5 L6      | D      |
| Gilby Engineering         | 44  | Roy Salvadori           | Maserati 250F                         | Maserati 2.5 L6      | D      |
| Stirling Moss Ltd.        | 46  | Lance Macklin           | Maserati 250F                         | Maserati 2.5 L6      | D      |
| Goulds‘ Garage            | 48  | Horace Gould            | Maserati 250F                         | Maserati 2.5 L6      | D      |

Anmerkungen
1. ↑  Hawthorn fuhr den Wagen 60 Runden, Castellotti 27 Runden.
2. ↑  Wharton fuhr den Wagen 50 Runden, Schell 22 Runden.
3. ↑  Rolt fuhr den Wagen 10 Runden, Walker 9 Runden.

## Klassifikationen

### Qualifying
| Pos. | Fahrer                  | Konstrukteur | Zeit   | Start |
| ---- | ----------------------- | ------------ | ------ | ----- |
| 01   | Stirling Moss           | Mercedes     | 2:00,4 | 01    |
| 02   | Juan Manuel Fangio      | Mercedes     | 2:00,6 | 02    |
| 03   | Jean Behra              | Maserati     | 2:01,4 | 03    |
| 04   | Karl Kling              | Mercedes     | 2:02,0 | 04    |
| 05   | Piero Taruffi           | Mercedes     | 2:03,0 | 05    |
| 06   | Roberto Mieres          | Maserati     | 2:03,2 | 06    |
| 07   | Harry Schell            | Vanwall      | 2:03,8 | 07    |
| 08   | André Simon             | Maserati     | 2:04,0 | 08    |
| 09   | Luigi Musso             | Maserati     | 2:04,2 | 09    |
| 10   | Eugenio Castellotti     | Ferrari      | 2:05,0 | 10    |
| 11   | Robert Manzon           | Gordini      | 2:05,0 | 11    |
| 12   | Mike Hawthorn           | Ferrari      | 2:05,4 | 12    |
| 13   | Maurice Trintignant     | Ferrari      | 2:05,4 | 13    |
| 14   | Tony Rolt               | Connaught    | 2:06,6 | 14    |
| 15   | Ken Wharton             | Vanwall      | 2:08,4 | 15    |
| 16   | Lance Macklin           | Maserati     | 2:08,4 | 15    |
| 17   | Kenneth McAlpine        | Connaught    | 2:09,6 | 17    |
| 18   | Hernando da Silva Ramos | Gordini      | 2:10,6 | 18    |
| 19   | Leslie Marr             | Connaught    | 2:11,6 | 19    |
| 20   | Roy Salvadori           | Maserati     | 2:11,6 | 20    |
| 21   | Jack Fairman            | Connaught    | 2:11,6 | 21    |
| 22   | Horace Gould            | Maserati     | 2:11,8 | 22    |
| 23   | Mike Sparken            | Gordini      | 2:12,6 | 23    |
| 24   | Peter Collins           | Maserati     | 2:13,4 | 23    |
| 25   | Jack Brabham            | Cooper       | 2:27,4 | 24    |

### Rennen
| Pos. | Fahrer                  | Konstrukteur | Runden | Stopps | Zeit        | Start | Schnellste Runde |
| ---- | ----------------------- | ------------ | ------ | ------ | ----------- | ----- | ---------------- |
| 01   | Stirling Moss           | Mercedes     | 90     |        | 3:07:21,2   | 01    | 2:00,4           |
| 02   | Juan Manuel Fangio      | Mercedes     | 90     |        | + 0,2       | 02    |                  |
| 03   | Karl Kling              | Mercedes     | 90     |        | + 1:11,800  | 04    |                  |
| 04   | Piero Taruffi           | Mercedes     | 89     |        | + 1 Runde   | 05    |                  |
| 05   | Luigi Musso             | Maserati     | 89     |        | + 1 Runde   | 09    |                  |
| 06   | Mike Hawthorn           | Ferrari      | 87     |        | + 3 Runden  | 12    |                  |
| 06   | Eugenio Castellotti     | Ferrari      | 87     |        | + 3 Runden  | 12    |                  |
| 07   | Mike Sparken            | Gordini      | 81     |        | + 9 Runden  | 23    |                  |
| 08   | Lance Macklin           | Maserati     | 79     |        | + 11 Runden | 16    |                  |
| 09   | Ken Wharton             | Vanwall      | 72     |        | + 18 Runden | 15    |                  |
| 09   | Harry Schell            | Vanwall      | 72     |        | + 18 Runden | 15    |                  |
| –    | Maurice Trintignant     | Ferrari      | 59     |        | DNF         | 13    |                  |
| –    | Roberto Mieres          | Maserati     | 47     |        | DNF         | 06    |                  |
| –    | Jack Brabham            | Cooper       | 30     |        | DNF         | 25    |                  |
| –    | Kenneth McAlpine        | Connaught    | 30     |        | DNF         | 17    |                  |
| –    | Peter Collins           | Maserati     | 28     |        | DNF         | 24    |                  |
| –    | Hernando da Silva Ramos | Gordini      | 26     |        | DNF         | 18    |                  |
| –    | Roy Salvadori           | Maserati     | 23     |        | DNF         | 20    |                  |
| –    | Horace Gould            | Maserati     | 22     |        | DNF         | 22    |                  |
| –    | Harry Schell            | Vanwall      | 20     |        | DNF         | 07    |                  |
| –    | Tony Rolt               | Connaught    | 19     |        | DNF         | 14    |                  |
| –    | Peter Walker            | Connaught    | 19     |        | DNF         | 14    |                  |
| –    | Leslie Marr             | Connaught    | 18     |        | DNF         | 19    |                  |
| –    | Eugenio Castellotti     | Ferrari      | 16     |        | DNF         | 10    |                  |
| –    | André Simon             | Maserati     | 9      |        | DNF         | 08    |                  |
| –    | Jean Behra              | Ferrari      | 9      |        | DNF         | 03    |                  |
| –    | Robert Manzon           | Gordini      | 4      |        | DNF         | 11    |                  |
| DNS  | Jack Fairman            | Connaught    | –      | –      | –           | 21    | –                |

Anmerkungen
1. ↑  Fairman konnte aufgrund von Motorproblemen nicht am Rennen teilnehmen

## WM-Stand nach dem Rennen
Die ersten fünf bekamen 8, 6, 4, 3 bzw. 2 Punkte; einen Punkt gab es für die schnellste Runde. Es zählten nur die fünf besten Ergebnisse aus sieben Rennen.

### Fahrerwertung
| Pos. | Fahrer                | Konstrukteur                 | Punkte |
| ---- | --------------------- | ---------------------------- | ------ |
| 01   | Juan Manuel Fangio    | Mercedes                     | 43     |
| 02   | Stirling Moss         | Mercedes                     | 22     |
| 03   | Maurice Trintignant   | Ferrari                      | 11,3   |
| 04   | Giuseppe Farina       | Ferrari                      | 10,3   |
| 05   | Bob Sweikert          | Kurtis Kraft                 | 8      |
| 06   | Eugenio Castellotti   | Lancia / Ferrari             | 8      |
| 07   | Roberto Mieres        | Maserati                     | 7      |
| 08   | Luigi Musso           | Maserati                     | 6      |
| 09   | Karl Kling            | Mercedes                     | 5      |
| 10   | Jimmy Davies          | Kurtis Kraft                 | 4      |
| 11   | Paul Frère            | Ferrari                      | 3      |
| 12   | Jean Behra            | Maserati                     | 3      |
| 13   | Piero Taruffi         | Ferrari                      | 3      |
| 14   | Tony Bettenhausen     | Kurtis Kraft                 | 3      |
| 15   | Paul Russo            | Kurtis Kraft                 | 3      |
| 16   | Johnny Thomson        | Kuzma                        | 3      |
| 17   | José Froilán González | Ferrari                      | 2      |
| 18   | Cesare Perdisa        | Maserati                     | 2      |
| 19   | Luigi Villoresi       | Lancia                       | 2      |
| 20   | Umberto Maglioli      | Ferrari                      | 1,3    |
| 21   | Hans Herrmann         | Mercedes                     | 1      |
| 22   | Walt Faulkner         | Kurtis Kraft                 | 1      |
| 23   | Bill Homeier          | Kurtis Kraft                 | 1      |
| 24   | Bill Vukovich †       | Kurtis Kraft                 | 1      |
| 25   | Louis Chiron          | Lancia                       | 0      |
| 26   | Harry Schell          | Maserati / Ferrari / Vanwall | 0      |

| Pos. | Fahrer                  | Konstrukteur         | Punkte |
| ---- | ----------------------- | -------------------- | ------ |
| 27   | Jacques Pollet          | Gordini              | 0      |
| 28   | Mike Hawthorn           | Vanwall              | 0      |
| 29   | Mike Sparken            | Gordini              | 0      |
| 30   | Hernando da Silva Ramos | Gordini              | 0      |
| 31   | Lance Macklin           | Maserati             | 0      |
| 32   | Ken Wharton             | Vanwall              | 0      |
| 33   | Louis Rosier            | Maserati             | 0      |
| 34   | Johnny Claes            | Ferrari              | 0      |
| –    | Sergio Mantovani        | Maserati             | 0      |
| –    | Clemar Bucci            | Maserati             | 0      |
| –    | Carlos Menditéguy       | Maserati             | 0      |
| –    | Jésus Iglesias          | Gordini              | 0      |
| –    | Alberto Uria            | Maserati             | 0      |
| –    | Alberto Ascari †        | Lancia               | 0      |
| –    | Élie Bayol              | Gordini              | 0      |
| –    | Pablo Birger            | Gordini              | 0      |
| –    | Robert Manzon           | Gordini              | 0      |
| –    | André Simon             | Mercedes / Maserati  | 0      |
| –    | Horace Gould            | Maserati             | 0      |
| –    | Peter Walker            | Maserati / Connaught | 0      |
| –    | Jack Brabham            | Cooper               | 0      |
| –    | Kenneth McAlpine        | Connaught            | 0      |
| –    | Peter Collins           | Maserati             | 0      |
| –    | Roy Salvadori           | Maserati             | 0      |
| –    | Tony Rolt               | Connaught            | 0      |
| –    | Leslie Marr             | Connaught            | 0      |